# November 2022
Dit artikel geeft een chronologisch overzicht van de belangrijkste gebeurtenissen per dag in de maand november van het jaar 2022.

## Gebeurtenissen

### 1 november
- Bij de vijfde Israëlische verkiezingen in drieënhalf jaar tijd is er voor het eerst een duidelijke winnaar aan te wijzen: het religieus-rechtse blok onder leiding van de Likoed van oud-premier Benjamin Netanyahu haalt voldoende zetels binnen om een nieuwe regering te gaan vormen.[1] Wikinieuws

### 6 november
- In Sharm-el-Sheikh (Egypte) start de klimaatconferentie COP27.

### 9 november
- Sergej Soerovikin, commandant van de invasiemacht van Oekraïne, en Sergej Sjojgoe, de Russische minister van Defensie, bevelen de Russische troepen zich terug te trekken van de westelijke oever van de Dnjepr en daarmee uit de stad Cherson.[2]

### 13 november
- In Istanboel komen er zes mensen om en vallen er 81 gewonden bij een bomaanslag. Volgens de Turkse minister van Binnenlandse Zaken, Suleyman Soylu, is de aanslag uitgevoerd door de Turks-Koerdische organisatie PKK.[3]

### 15 november
- Vandaag werd volgens de VN de 8 miljardste mens geboren.[4]Wikinieuws
- De presidenten Joe Biden en Xi Jinping ontmoeten elkaar voor een bespreking op de G20-top op het Indonesische Bali.
- De Poolse premier Mateusz Morawiecki roept de Nationale Veiligheidsraad bijeen nadat aan het Russisch-Oekraïens conflict gelieerde raketten of brokstukken daarvan neerkomen op het dorp Przewodów, waarbij twee doden vallen.[5][6][7]
- Oud-president Donald Trump kondigt zijn kandidaatschap voor de Amerikaanse presidentsverkiezingen in 2024 aan.[8]

### 20 november
- In Sharm-el-Sheikh komen de deelnemers aan de 27e VN-klimaatconferentie alsnog tot een akkoord, nadat de onderhandelingen anderhalve dag zijn uitgelopen.

### 21 november
- Een aardbeving met een kracht van 5,6 treft het westen van het Indonesische eiland Java. Na een week is de dodental opgelopen tot 321, met minstens 11 vermisten.[9]

### 22 november
- In de Foxconn-fabriek te Zhengzhou, waar de iPhones van Apple worden geproduceerd, breken opnieuw rellen uit vanwege de penibele woon- en werkomstandigheden.[10]

### 26 november
- Bij Casamicciola Terme op het Italiaanse eiland Ischia doet zich een aardverschuiving voor met zeven doden (waarvan vier minderjarigen) en vijf vermisten als gevolg.[11]

### 27 november
- Op zo’n vijftig Chinese universiteiten, maar ook in steden als Beijing, Shanghai en Wuhan, breken coronaprotesten uit tegen de strikte lockdownmaatregelen, op sommige plaatsen ook tegen de regering in het algemeen, en president Xi in het bijzonder.[12]

## Overleden
<< · januari · februari · maart · april · mei · juni · juli · augustus · september · oktober · november · december · >>